# Taylor Rochestie
Taylor Campbell Rochestie (Houston, 1º luglio 1985) è un cestista statunitense con cittadinanza israeliana naturalizzato montenegrino.

## Carriera
Ha frequentato la Tulane University dal 2004 al 2006 e la Washington State University dal 2006 al 2009.
Nel 2009, dopo aver finito l'università, ha firmato con i Santa Barbara Breakers, in WCBL; poco dopo ha disputato la Summer League con i Los Angeles Lakers.
Sempre nel 2009 ha firmato con il MEG Göttingen, con cui ha disputato la Bundesliga l'EuroChallenge.
Nel 2010 firma con il Galatasaray, in TBL.
Nel febbraio 2011, dopo aver rescisso il suo contratto con il Galatasaray, ha firmato con l'Alba Berlino fino a fine stagione, facendo così ritorno in Bundesliga.
Nell'agosto 2011 ha firmato con il Le Mans, in Pro A, con cui ha avuto l'occasione di disputare anche l'Eurocup.
Nell'estate 2012 ha firmato con il Caja Laboral, in Liga ACB, con cui ha debuttato inoltre in Eurolega. Nel dicembre 2012 ha rescisso il suo contratto con la società spagnola.
Nel gennaio 2013 ha firmato fino a fine stagione con l'Angelico Biella, in Serie A.
Nell'estate 2013 firma per la Mens Sana Siena. L'8 ottobre 2013 ha conquistato con la maglia di Siena la Supercoppa italiana.
Nel gennaio 2014 ha firmato fino a fine stagione con il Nižnij Novgorod, club militante in PBL. Dopo un'ottima stagione in Russia, dove con la squadra bianconera vince l'Alphonso Ford Trophy, il 21 giugno 2015 passa al Maccabi Tel Aviv, con cui firma un contratto biennale con opzione per il terzo anno.

## Statistiche

### College
| Anno      | Squadra           | PG  | PT | MP   | TC%  | 3P%  | TL%  | RP  | AP  | PRP | SP  | PP   |
| --------- | ----------------- | --- | -- | ---- | ---- | ---- | ---- | --- | --- | --- | --- | ---- |
| 2004-2005 | Tulane G. Wave    | 28  | 25 | 30,5 | 41,6 | 34,5 | 78,5 | 3,4 | 3,7 | 1,3 | 0,1 | 10,9 |
| 2006-2007 | Wash. St. Cougars | 34  | 6  | 16,8 | 45,7 | 39,1 | 77,3 | 1,4 | 1,9 | 0,4 | 0,0 | 4,6  |
| 2007-2008 | Wash. St. Cougars | 35  | 34 | 34,9 | 46,5 | 43,4 | 80,4 | 3,2 | 4,7 | 1,0 | 0,0 | 10,4 |
| 2008-2009 | Wash. St. Cougars | 33  | 33 | 36,8 | 39,2 | 37,9 | 89,1 | 3,6 | 4,5 | 0,9 | 0,0 | 13,2 |
| Carriera  | Carriera          | 130 | 98 | 29,7 | 42,5 | 38,6 | 82,5 | 2,9 | 3,7 | 0,9 | 0,0 | 9,7  |

### Eurolega
| Anno      | Squadra          | PG  | PT | MP   | TC%  | 3P%  | TL%  | RP  | AP  | PRP | SP  | PP    |
| --------- | ---------------- | --- | -- | ---- | ---- | ---- | ---- | --- | --- | --- | --- | ----- |
| 2012-2013 | Saski Baskonia   | 4   | 0  | 7,7  | 18,2 | 25,0 | 33,3 | 0,2 | 0,2 | 1,0 | 0,0 | 1,5   |
| 2013-2014 | Mens Sana Siena  | 10  | 0  | 16,7 | 40,3 | 39,1 | 85,7 | 1,5 | 1,7 | 0,5 | 0,0 | 6,5   |
| 2014-2015 | Nižnij Novgorod  | 21  | 17 | 30,0 | 50,9 | 49,5 | 92,5 | 1,5 | 5,8 | 0,6 | 0,0 | 18,9* |
| 2015-2016 | Maccabi Tel Aviv | 10  | 5  | 29,4 | 41,9 | 40,4 | 92,0 | 2,1 | 5,5 | 0,2 | 0,0 | 14,0  |
| 2017-2018 | Stella Rossa     | 30  | 29 | 26,0 | 49,4 | 40,7 | 89,1 | 2,3 | 5,0 | 0,8 | 0,1 | 13,4  |
| 2019-2020 | Olympiakos       | 21  | 0  | 14,4 | 41,8 | 41,2 | 85,0 | 1,0 | 3,6 | 0,3 | 0,0 | 4,6   |
| 2020-2021 | Stella Rossa     | 9   | 0  | 11,3 | 51,9 | 45,5 | 100  | 0,7 | 2,0 | 0,0 | 0,1 | 3,9   |
| Carriera  | Carriera         | 105 | 51 | 21,9 | 47,2 | 43,3 | 89,6 | 1,6 | 4,2 | 0,5 | 0,0 | 10,9  |

## Palmarès

### Squadra
- Campionato serbo: 1

Stella Rossa Belgrado: 2017-2018
- EuroChallenge: 1

BG 74 Gottingen: 2009-2010
- Supercoppa italiana: 1 (revocato)

Mens Sana Siena: 2013
- Coppa di Israele: 1

Maccabi Tel Aviv: 2015-2016
- Coppa di Lega israeliana: 1

Maccabi Tel Aviv: 2015

### Individuale
- MVP finals EuroChallenge: 1

BG 74 Gottingen: 2009-10
- Alphonso Ford Trophy: 1

Nizhny Novgorod: 2014-15